# 1 Morski Dywizjon Artylerii Przeciwlotniczej

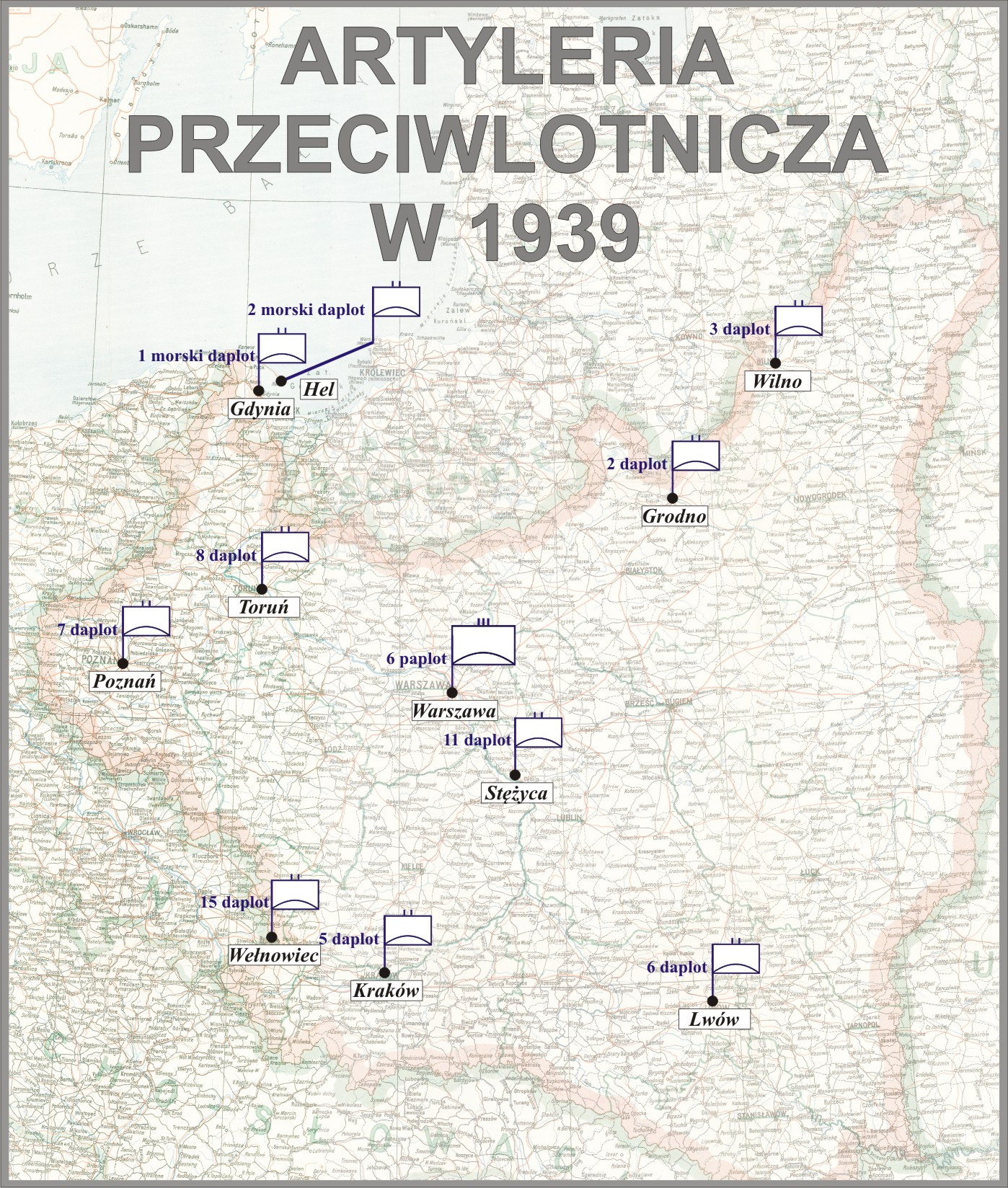
Artyleria przeciwlotnicza WP przed wybuchem II wś

1 Morski dywizjon artylerii przeciwlotniczej – pododdział artylerii przeciwlotniczej Wojska Polskiego w II Rzeczypospolitej.

## Sformowanie i historia dywizjonu
Na podstawie rozkazu Ministra Spraw Wojskowych z 26 października 1931 roku została sformowana kadra 9 dywizjonu artylerii przeciwlotniczej. Pierwszym dowódcą i organizatorem kadry 9 dywizjonu artylerii przeciwlotniczej został podpułkownik Leon Przybytko. 18 lutego 1933 roku jednostka rozwinięta została w Morski dywizjon artylerii przeciwlotniczej, a z dniem 1 listopada 1935 roku przemianowana w 1 Morski dywizjon artylerii przeciwlotniczej. W kwietniu 1937 roku na podstawie opublikowanej instrukcji Kierownictwa Marynarki Wojennej L.dz. 1500/Org.Tjn.37 w skład dywizjonu wcielono skadrowaną XI baterię artylerii nadbrzeżnej tzw. "Canet". W lutym 1938 roku zarządzeniem Ministra Spraw Wojskowych L.6477/Org.Tjn.37 wraz z 2 Morskim dywizjonem artylerii przeciwlotniczej z Helu wszedł w skład Marynarki Wojennej. W maju 1939 roku w dywizjonie z artylerzystów zorganizowano baterię nr 5/105 czterodziałową ruchomą na kołach armat kal. 105 mm. Bateria ta weszła w późniejszym okresie w skład Morskiego dywizjonu artylerii lekkiej jako jego 1 bateria. 
Dywizjon był jednostką mobilizującą. Zgodnie z planem mobilizacyjnym "W", w okresie zagrożenia, w grupie jednostek oznaczonych kolorem zielonym, formował cztery pododdziały:
- 1 Morski dywizjon artylerii przeciwlotniczej (dowództwo, 4 baterie artylerii przeciwlotniczej stałe x 2 armaty, plutony: łączności, dozorowania, kompania km plot. 1 morskiego daplot.)
- kompania karabinów maszynowych przeciwlotniczych typ B nr 1 marynarska,
- morska kompania reflektorów przeciwlotniczych,
- XI bateria 100 mm armat Canet,

natomiast w grupie „brązowej 2" wystawiał uzupełnienie dla wymienionych wyżej jednostek. Ponadto, do czerwca 1939 roku, mobilizował również 1 morski pluton żandarmerii.

## 1 Mdaplot. w kampanii wrześniowej
We wrześniu 1939 roku dywizjon został użyty do obrony przeciwlotniczej zespołu portowego w Gdyni, a także do wsparcia wojsk lądowych ogniem prowadzonym do celów naziemnych oraz do obrony przeciwdesantowej Wybrzeża. Według oceny dowódcy, 70% amunicji wystrzelono przeciw celom lądowym. 1 września rano jako pierwszy na wybrzeżu ogień do 3 niemieckich wodnopłatowców He 60 otworzyły baterie 1 Mdaplot., które prowadziły rozpoznanie wód zatoki i portów. O godz. 6.15 baterie dywizjonu ostrzeliwały atakujące Puck 30 samolotów He 111 i 12 Bf 110, w wyniku ostrzału jeden Bf 110 został zestrzelony, a drugi uszkodzony. Ok. godz. 14.00 na cele w Gdyni i okolicach atakowało 62 samoloty Ju 87 w osłonie myśliwców, zestrzelono jeden Ju 87, który spadł w okolicach Karlikowa. Wieczorem cele w okolicach Gdyni atakowały myśliwce Bf 109 z dokumentów niemieckich wynika, iż nie wróciły do baz dwa samoloty. 2 września ok. godz. 11.00 bombowce Ju 87 w osłonie Bf 109 atakowały port wojenny w Gdyni oraz znajdujące się w nim okręty wojenne. 1 bateria zgłosiła zestrzelenie jednego samolotu, który spadł do morza w rejonie Babich Dołów, a załogę jego wzięto do niewoli. 2 i 3 baterie prowadziły ogień do celów lądowych na korzyść Lądowej Obrony Wybrzeża, 3 bateria zużyła 80% posiadanej amunicji. W godzinach nocnych wodnosamoloty He 59 dokonały 3 nalotów na Gdynię. 3 września o godz. 19.14 2 bateria z Redłowa ostrzelała 10 salwami niemieckie jednostki trałowe. Rano 4 września dywizjon ostrzelał niemieckie wodnosamoloty He 60 rozpoznające Gdynię i okolicę. Przed południem (10.30-10.34 i 11.10) niemiecki zespół trałowy tj. 3. Flotylla Kutrów Trałowych, 5 Flotylla Ochrony Portów w osłonie torpedowca T 196, został ostrzelany przez 2 baterię wspólnie z działem XI baterii nadbrzeżnej "Canet". Niemieckie okręty wycofały się pod osłoną zasłony dymnej, zygzakując. Tego dnia 1 bateria zameldowała zestrzelenie samolotu Ju 87 do wody w pobliżu atakowanego polskiego minowca, to zestrzelenie jest przypisywane załodze atakowanego ORP "Jaskółka". 6 września ok. godz. 17.00 1 bateria ostrzelała niemiecki samolot, który prawdopodobnie rozbił się na lądzie. W dniach 6 i 7 września 2 bateria była ostrzeliwana przez pancernik "Schleswig-Holstein" jeden z pocisków 280 mm uszkodził jedną z armat baterii. 7 września 1 bateria otrzymała 4 armaty kal. 40 mm Bofors spośród 8 szt. odnalezionych w porcie w Gdyni. Armaty te ustawiono obok stanowisk stałych - działobitni baterii i magazynów amunicji. 10 września w godz. 9.20 - 9.27 1. Flotylla Kutrów Trałowych w osłonie torpedowca T 196 została ostrzelana przez 2 baterię dywizjonu i XI baterię artylerii nadbrzeżnej, zespół niemiecki wycofał się. O godz. 13.22 pancernik "Schleswig-Holstein" ostrzelał stanowiska 2 baterii, dwukrotnie trafił w jej stanowiska. 11 września  do składu 2 i 3 baterii włączono po plutonie dwudziałowych armat plot. kal. 40 mm Bofors wz. 36, które w dniach 8-10 września odnaleziono w strefie wolnocłowej w wagonach kolejowych. Po dorobieniu przyrządów celowniczych w WPMW i przeszkoleniu obsług, działa te jako mobilne weszły w skład obu wymienionych baterii. O godz. 13.40 niemieckie 10 samolotów Ju 87 zbombardowało stanowiska 4 baterii. Uszkodzeniu uległa jedna armata, poległo 2-3 marynarzy, kilku zostało rannych. 12 września po godz. 5.00 9 Ju 87 atakowało stanowiska wojsk lądowych w rejonie Dębogórza i Kazimierza. O godz. 11.30 11 samolotów Ju 87 atakowało miejscowość Zagórze i stanowiska 3 baterii. W godzinach nocnych 12/13 września po zniszczeniu sprzętu 2 i 3 baterii, artylerzyści wycofali się na Kępę Oksywską i weszli w skład kombinowanego batalionu, obsadzając stanowiska w okolicach Obłuża. 13 września o godz. 15.30 10 Ju 87 atakowało stanowiska oddziałów lądowych w rejonach Kosakowa, Pogórza, Pierwoszyna i Starego Obłuża w czasie ataków jeden samolot został trafiony ogniem pozostałych baterii w silnik i rozbił się podczas lądowania w Pucku. O godz. 17.40 10 Ju 87 atakowało miejscowości Stefanowo, Suchy Dwór, folwark w Nowym Obłużu i ponownie Kosakowo, Pogórze i Stare Obłuże. 13 września wracające z bombardowania portu w Jastarni niemieckie bombowce, zostały skutecznie ostrzelane przez 1 i 4 baterie, w wyniku czego zestrzelono jeden Ju 87, który spadł do morza w pobliżu Babich Dołów, a drugi po trafieniu rozbił się podczas lądowania w Słupsku. Rejon Babich Dołów i Pierwoszyna bombardowały 4 wodnosamoloty He 114. 15 września ponowne bombardowanie przez Ju 87 ok. godz. 12.30 Babich Dołów i Nowego Obłuża. O godz. 15.00 8 Ju 87 zbombardowało magazyny amunicyjne na południe od Nowego Obłuża. Wodnosamoloty bombardowały i ostrzeliwały pododdziały lądowe w Mechelinkach, Kosakowie i Babich Dołach. 16 września ponownie pomimo ognia baterii 1 i 4 bombardowano wojska lądowe na Kępie Oksywskiej o godz. 13.30 10 Ju 87 Nowe Obłuże, o godz. 16.30 Dębogórzu przez 6 Ju 87, a 4 wodnosamoloty bombardowały i ostrzeliwały piechotę podczas niemieckiego natarcia. 18 września o godz. 14.47 z zespołem trałowców M 4, "Nautilus", "Nettelbeck" pojedynek stoczyła 1 bateria dywizjonu i armaty kal. 47 mm baterii nr XI, zespół niemiecki odpowiedział 65 pociskami i nie przerwał trałowania. Ok. godz. 19.00 1 bateria ostrzelała niemieckie samoloty na lotnisku polowym w pobliżu Mechelinek, zgłoszono trzy samoloty jako zniszczone. 19 września od godz. 8.20 nalot 10 Ju 87 na babie Doły i Wąwóz Ostrowicki, o godz. 12.00 nalot na okolice latarni Oksywie 9 Ju 87. 19 września Kępa Oksywska padła i tym samym pozostałe baterie 1 Mdaplot. zaprzestały prowadzenia ognia.

## Obsada personalna dywizjonu we wrześniu 1939
Dowództwo dywizjonu:
- dowódca – kmdr ppor. Stanisław Jabłoński
- oficer zwiadowczy – por. Wacław Wrzesiński
- oficer łączności – ppor. Wiktor Zygmunt Klosse
- oficer żywnościowy – por. Antoni Frezer
- oficer mobilizacyjny – kpt. Tadeusz Adam Dorula (od 19 IX dowódca 1 baterii)

1 bateria Schneider wz. 1922/24 kal. 75 mm 
- dowódca baterii – por. mar. Marian Rostkowski (do 19 IX)
- dowódca 1 plutonu – ppor. rez. Włodzimierz Marian Kruszewski
- dowódca 2 plutonu – ppor. rez. Stanisław Marek Studnicki

2 bateria Schneider wz. 1922/24 kal. 75 mm
- dowódca baterii – kpt. Zenon Kumorkiewicz
- dowódca 1 plutonu – ppor. rez. Stanisław Józef Tyczyński
- dowódca 2 plutonu – ppor. rez. Roman Włodzimierz Turczynowicz

3 bateria Schneider wz. 1922/24 kal. 75 mm
- dowódca baterii – kpt. Władysław Faczyński (do 17 IX)
- dowódca 1 plutonu – por. rez. Jerzy Szczepkowski (od 17 IX dowódca baterii)
- dowódca 2 plutonu – ppor. rez. Antoni Stanisław Jeżyński

4 bateria Schneider wz. 1922/24 kal. 75 mm
- dowódca baterii – kpt. Józef Janowicz
- dowódca 1 plutonu – ppor. rez. Jan Juchniewicz
- dowódca 2 plutonu – ppor. rez. Witold Herman-Iżycki

11 bateria artylerii nadbrzeżnej "Cannet" wz. 1891/2 kal. 100 mm
- dowódca baterii - kpt. Antoni Ratajczyk[12][13]
- dowódca plutonu - chor. mar. Stanisław Brychcy

kompanie karabinów maszynowych przeciwlotniczych 1 morskiego daplot.
- dowódca kompanii - por. Czesław Małaszkiewicz

pluton łączności 
- dowódca plutonu - ppor. Wiktor Klosse

pluton dozorowania
- dowódca plutonu - por. Feliks Minkiewicz[2]

Każda z czterech baterii stałych uzbrojona była w dwie 75 mm armaty przeciwlotnicze wz. 1922/1924 na stałych stanowiskach betonowych, wraz ze schronami amunicyjnymi (łącznie dywizjon posiadał 8 armat). Rozmieszczone były w czterech punktach wokół ówczesnej Gdyni: 1. bateria koło Wąwozu Ostrowskiego na Oksywiu, 2. bateria w Redłowie, 3. bateria na wzgórzach na Grabówku i 4. bateria koło wsi Pogórze, na północny zachód od portu wojennego. Pierwsze dwie baterie były zarazem nadbrzeżne, trzecia mogła strzelać do celów morskich w pewnym sektorze, wszystkie miały służyć także do zwalczania celów na lądzie. Każda bateria do bezpośredniej obrony miała dwa przeciwlotnicze karabiny maszynowe 7,9 mm wz. 08. W czasie pokoju etat baterii wynosił 2 oficerów i 45 podoficerów i marynarzy. Baterie 1 i 2 oraz 11 nadbrzeżna miały prowadzić ogień przeciwdesantowy do celów morskich chroniąc port i miasto. Wszystkie baterie miały możliwość wsparcia ogniowego oddziałów lądowych. 
W czasie pokoju dywizjon posiadał jedynie pluton przeciwlotniczych karabinów maszynowych (w składzie 4 drużyn), uzbrojony w karabiny maszynowe wz. 08. Podczas mobilizacji, został rozwinięty w dwie kompanie przeciwlotniczych karabinów maszynowych, każda w składzie 3 plutonów po 3 drużyny łącznie 16 ckm wz. 1908, 3 oficerów i ok. 100 szeregowych.

## Dowódcy dywizjonu
- ppłk Leon Przybytko (1931 - 1936 → dowódca 5 daplot)
- mjr Stanisław Krzywobłocki (1938 → dowódca 3 daplot)
- kmdr ppor. Stanisław Jabłoński (1938 - IX 1939)